# Omar Torrijos

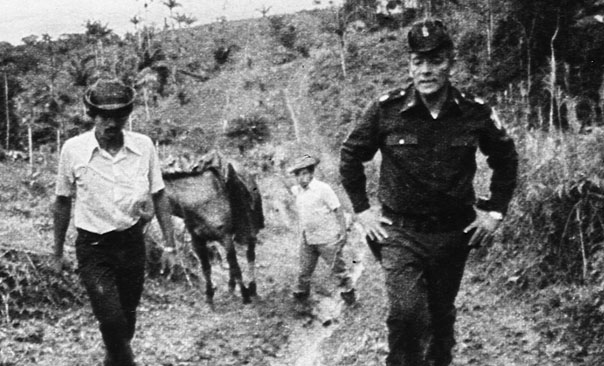
Omar Torrijos (rechts) met Panamese boeren

Omar Efraín Torrijos Herrera (Santiago de Veraguas, 13 februari 1929 - vliegtuigongeluk tussen Coclesito en Panama-Stad, 1 augustus 1981) was de militair leider van Panama van 1968 tot 1981. Torrijos kwam om het leven bij een vliegtuigongeluk in 1981. Een zoon van Torrijos, Martín Torrijos Espino, won de Panamese presidentsverkiezingen in 2004.

## Jeugd en opleiding
Torrijos werd geboren in Santiago, Panama in de provincie Veraguas, als zesde van twaalf kinderen. Hij ging naar de lokale Juan Demóstenes Arosemena-school en won een studiebeurs voor de militaire academie in San Salvador. Daar kwam hij vandaan als 2e luitenant. Hij ging bij de Nationale Garde (Guardia Nacional) van het Panamese leger, in 1952. Hij promoveerde tot kapitein in 1956 en studeerde verder op de School of the Americas in de VS.

## Militair dictator
Hij bereikte de rang van luitenant-kolonel in 1966 en op 11 oktober 1968 pleegde hij samen met kolonel Boris Martínez een succesvolle staatsgreep tegen de democratisch verkozen president Arnulfo Arias, die pas elf dagen in functie was. Hij kwam als overwinnaar uit de interne machtsstrijd met Martínez. Op 15 december 1969 volgde een staatsgreeppoging, gepleegd door zijn jonge officieren uit onvrede wegens de benoeming van een aantal linkse figuren. Torrijos, die op dat moment in Mexico verbleef, keerde 's anderendaags terug naar zijn land en wist met de hulp van loyale officieren de staatsgreep te verijdelen. Torrijos consolideerde zijn persoonlijke macht door autoritaire maatregelen zoals het vervolgen van studenten- en vakbondsleiders, het opheffen van alle politieke partijen, en het voeren van een anti-guerrillacampagne in West-Panama. Hij bleef als bevelhebber van het leger altijd buiten de regering, die steeds door een stroman werd geleid.
Door zijn aanhangers werd Torrijos gezien als de eerste Panamese leider die de meerderheid van de bevolking vertegenwoordigde, die arm was, Spaanssprekend met verschillende etnische achtergronden, in tegenstelling tot de blanke Engelssprekende sociale elite die rabiblancos genoemd werden, die de politiek en het zakenleven beheersten.
Torrijos voerde een aantal sociale en economische hervormingen door die de armoede tegengingen.
Hij was intolerant tegenover de politieke oppositie en veel tegenstanders werden gevangengezet, uitgezet of zelfs vermoord. Zo werd Héctor Gallegos, een katholieke priester, ontvoerd en vermoord.

## Torrijos-Carter-verdrag

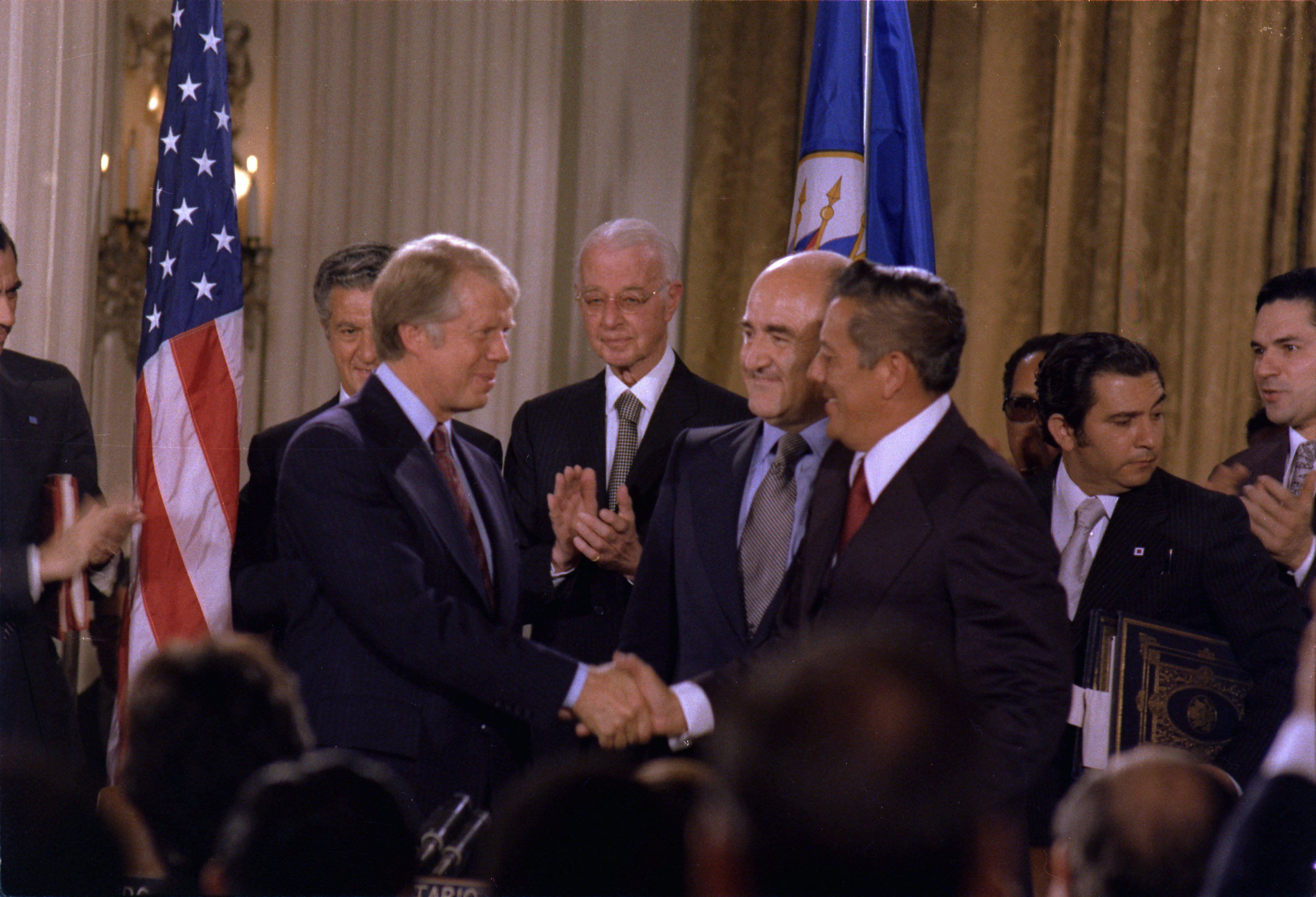
President Carter en generaal Torrijos bij het tekenen van het Torrijos-Carter-verdrag op 7 september 1977.

Op 7 september 1977 tekende hij het Torrijos-Carter-verdrag, waarmee Panama een in de tijd toenemende controle kreeg over het Panamakanaal met als doel een complete beschikking in het jaar 2000, waarbij de VS echter het recht zouden behouden om de neutraliteit van het kanaal te blijven beschermen.
In 1997 onthulde generaal Manuel Noriega in zijn boek America’s Prisoner dat Torrijos een plan had klaarliggen om het kanaal te saboteren indien het verdrag met Carter niet goedgekeurd zou worden door de Amerikaanse Senaat. Dit militaire plan had de codenaam Huele a Quemado (vrij vertaald: Het ruikt hier aangebrand). Volgens Noriega waren Panamese militairen, explosievenexperts en duikers geïnfiltreerd in het veiligheidscordon en leefden zij twee maanden in de omgeving van het kanaal vermomd als boeren en vissers. Zij bereidden een aanval voor met explosieven en raketwerpers op het kanaal en op de Panama-Colón-spoorweg. Zij zouden in actie komen na een geheime melding in code die uitgezonden zou worden over Radio Liberty in het programma van Danilo Caballero. Toen bekend werd dat de Amerikaanse Senaat het verdrag had goedgekeurd, werd de melding Boleros de Ayer uitgezonden, wat zoveel wilde zeggen als dat de operatie was afgelast.

## Speculaties over het vliegtuigongeluk
Torrijos' vliegtuigongeluk in 1981 leidde al snel tot geruchten dat hij het slachtoffer was van een moordcomplot en leidde daardoor ook tot een rechtszaak.  
In een ondervraging, voorafgaande aan de zaak in Miami in mei 1991, zei Manuel Noriega's advocaat Frank Rubino: 'Generaal Noriega heeft documenten in zijn bezit waaruit blijkt dat er pogingen zijn geweest om generaal Noriega en Mr Torrijos om te brengen door geheime diensten uit de VS.'  Deze documenten werden echter niet als bewijsmateriaal toegelaten in deze zaak, omdat de rechter de staat gelijk gaf toen deze beweerde dat het vrijgeven van deze documenten de Classified Information Procedures Act zou schenden.
 
In 2004 publiceerde John Perkins, een voormalig NSA-agent, zijn boek Confessions of an Economic Hitman, waarin hij schrijft dat het vliegtuig waarin Torrijos verongelukte is opgeblazen met behulp van een bandrecorder met daarin een bom die aan boord was gebracht door de CIA. Reden hiervoor zou zijn de toenadering die Torrijos zocht met Japanse zakenlui over de financiering van een nieuw aan te leggen kanaal door Panama. In het boek America’s Prisoner van Manuel Noriega wordt ook bevestigd dat deze onderhandelingen zeer slecht vielen in Amerikaanse kringen.